# Liste der Straßen im Bonner Ortsteil Vilich-Müldorf
Die Liste der Vilich-Müldorfer Straßennamen führt Bedeutungen und Umstände der Namengebung auf. Sie bezieht sich auf den Ortsteil Vilich-Müldorf des Bonner Stadtbezirks Beuel.

## A
Adele-Schopenhauer-Weg
Verbindungsstraße zwischen dem Buschweg und dem Nelly-Sachs-Weg. Benannt im Januar 2006 nach Adele Schopenhauer (* 12. Juli 1797 in Hamburg; † 25. August 1849 in Bonn). Die gebildete Romantikerin lebte in Bonn und stand in engem Kontakt zu den großen Persönlichkeiten ihrer Zeit.
Adolf-Quad-Straße
frühere Bachstraße, genannt nach einem der Lehnsinhaber (Adolf Quad) des so genannten Isengarten Hofes, der dem Stift Vilich gehörte (siehe auch „Am Herrengarten“)
Am Herrengarten
früher einmal „Herrn Garten“ (1858 als Fußpfad), Herrengarten ist aus Isengarten entstanden. Die Quad von Isengarten hatten in Vilich-Müldorf einen Hof des Stiftes Vilich zu Lehen. Bei Haus und Hof scheint es sich um die Grundstücke zu handeln, die zu einer Stiftung zugunsten des Maria-Magdalenen-Altars in der Vilicher Stiftskirche gehörten. Die Stiftung wurde laut einer Urkunde vom 3. April 1343 errichtet. Der jetzige Straßenname stammt aus einem Ratsbeschluss vom 18. April 1955. Vorher hieß die Straße (ab 1930) Bahnhofstraße.
Auf dem Bachfeld
Benannt im Dezember 1978 nach einer alten Flurbezeichnung.

## B
Beueler Straße
Die Straße führte aus der Ortsmitte von Vilich-Müldorf nach Vilich und von dort aus über die Adelheidis- und die St. Augustiner-Straße nach Beuel. Die frühere Verbindung zwischen Vilich-Müldorf und Vilich ist mit der heutigen nur zum Teil identisch.
Bundesgrenzschutzstraße
Verbindung von der Bundesstraße 56 zur Hauptwache der heutigen Bundespolizei (früher Bundesgrenzschutz). Die Planung der Straße begann in den 1970er Jahren. Die Straße ist als Kreisstraße eingeordnet und trägt die Nummer 10 („K10“). Die Benennung in Bundesgrenzschutzstraße erfolgte im Juni 1988.
Burbankstraße
Burbank (Bauernbank) ist die Bank, auf der die Geburen (Dorfvorsteher) beim Geding saßen. Die Geburen waren die Vertreter der Honschaft Müllendorf, die in der Landbeschreibung von 1660 belegt ist.
Buschweg
Weg am Busch (= Heidewald).

## C
Caroline-Herschel-Weg
Verbindungsstraße zwischen der Wilfried-Hatzfeld-Straße und dem Dorotha-Erxleben-Weg. Benannt im Januar 2006 nach Caroline Herschel (* 16. März 1750 in Hannover; † 9. Januar 1848 ebenda). Die Astronomin Caroline Herschel entstammte einer Musikerfamilie und wurde in Hannover geboren. Sie entdeckte am 1. August 1786 als erste Frau einen Kometen.
Clara-Schumann-Weg
Verbindungsstraße zwischen dem Buschweg und der Straße „Müldorfer Anger“. Benannt im Januar 2006 nach Clara Schumann (* 13. September 1819 in Leipzig; † 20. Mai 1896 in Frankfurt am Main; geborene Wieck). Komponistin und Pianistin. Nach ihrer Hochzeit mit Robert Schumann komponierte sie zwar noch immer, spielte aber im Wesentlichen die Werke ihres Mannes und verhalf ihm so zu Ansehen und Ruhm.

## D
Dorothea-Erxleben-Weg
Verbindungsstraße zwischen der Straße „Müldorfer Anger“ und der Wilfried-Hatzfeld-Straße. Benannt im Januar 2006 nach Dorothea Erxleben (* 13. November 1715 in Quedlinburg; † 13. Juni 1762 ebenda; gebürtige Leporin). Ärztin; als Frau wurde ihr das Studium der Medizin an der Universität Halle zunächst verweigert, aber nach einem Gesuch durch Friedrich den Großen 1741 gestattet. Trotz Anfeindungen approbierter Ärzte erwarb sie als erste Frau Deutschlands 1754 den medizinischen Doktorgrad.

## E
Eichenweg
Benannt nach den dort angepflanzten Eichen.
Emmy-Noether-Weg
Verbindungsstraße zwischen der Straße „Müldorfer Anger“ und dem Caroline-Herschel-Weg. Benannt im Januar 2006 nach Emmy Noether (* 23. März 1882 in Erlangen; † 14. April 1935 in Bryn Mawr in Pennsylvania, USA). Emmy Noether war eine bedeutende Mathematikerin, die grundlegende Erkenntnisse zur Invarianten-Theorie und zur allgemeinen Idealtheorie in der Algebra entwickelte. Sie erhielt den Beinamen „Mutter der Algebra“. Nach ihr sind Begriffe der abstrakten Algebra wie z. B. die Noetherschen Ringe benannt.
Eulaliastraße
Verbindungsstraße zwischen der Wilfried-Hatzfeld-Straße und der Straße „Müldorfer Anger“. Benannt im Januar 2006 nach M. Eulalia Kipping (* 1877 † 1968). Ordensschwester im Kloster St. Adelheidis-Stift Vilich, dass der Ordensgemeinschaft der Cellitinnen (zur heiligen Maria in der Kupfergasse zu Köln) angehört.

## F
Flughafenstraße
frühere „Siegburger Straße“, nach 1930 neu benannt, führt zum Flughafen Hangelar, dessen Anfänge in das Jahr 1909 zurückreichen.

## H
Hangelarer Weg
Weg, der von der Straße „Am Herrengarten“ an der Stadtbahnlinie 66 Richtung Bundesgrenzschutzstraße entlangführt. Die Benennung erfolgte im April 2005 durch die Bezirksvertretung Beuel.
Helene-Weigel-Weg
Verbindungsstraße zwischen dem Clara-Schumann-Weg und dem Mary-Wigman-Weg. Benannt im Januar 2006 nach Helene Weigel, (* 12. Mai 1900 in Wien; † 6. Mai 1971 in Berlin). Schauspielerin und Theaterleiterin österreichischer Herkunft; sie war Schauspielerin in Berlin, als sie 1922 Bertolt Brecht begegnete, den sie 1928 heiratete. Als Mutter Courage in Brechts Stück vereinigte sie die Darstellungsweise des epischen Theaters mit der Ausdruckskraft ihrer starken Persönlichkeit.
Hummerichs Bitze
Benannt nach einer alten Flurbezeichnung. Humme war früher die Bezeichnung für einen Hofmann, der ein grundherrliches Gut bewirtschaftete. Unter Bitze versteht man ein abgegrenztes (eingefriedigtes) Feldstück, das zu diesem Hof gehörte.

## I
Im Birkenfeld
Benannt nach den in der Straße gepflanzten Birken.
Im Ziegelfeld
Erinnert an ein Stück Land, aus dem Lehm (zuerst für das Ausschlemmen von Fachwerk) und später zum Brennen von Ziegelsteinen gewonnen wurde. Diese Vermutung bestärkt ein Hinweis in einer Ausstellung von 1764, die Vilicher Pastoralbesitz u. a. auch „an der Müldorfer Leimkuhl“ erwähnt.

## K
Karl-Lambertz-Straße
Benannt im Juni 1981 nach dem Vilicher Pfarrer Karl Lambertz, (* 1911; † 1981). Pfarrer Lambertz übernahm 1971 die Pfarrgemeinde Vilich von Pfarrer Werner Körvers. Auf seine Initiative geht u. a. die Renovierung des Altarraumes in Vilich-Müldorf.

## M
Mary-Wigman-Weg
Verbindungsstraße zwischen der Straße „Müldorfer Anger“ und dem Nelly-Sachs-Weg. Benannt im Januar 2006 nach Mary Wigman (* 13. November 1886 in Hannover; † 19. September 1973 in Berlin; eigentlich Karoline Sofie Marie Wiegmann). Tänzerin und Choreographin; sie pflegte in ihrer Leipziger Schule den Ausdruckstanz und schuf Tanzzyklen.
Mendener Weg
Benannt nach dem alten nach Menden (Rheinland) führenden Weg.
Mühlenbachstraße
frühere Mühlenstraße, hierzu gehört auch die frühere Stichstraße "Im Wiesengrund", die in Richtung Mühlenbach führt.
Müldorfer Anger
Stichstraße zwischen der „Beueler Straße“ und der Wilfried-Hatzfeld-Straße / Stadtbahnlinie. Benannt im Januar 2006.

## N
Nelly-Sachs-Weg
Verbindungsstraße zwischen dem Buschweg und der Straße „Müldorfer Anger“. Benannt im Januar 2006 nach Nelly Sachs (eigentlich Leonie Sachs; * 10. Dezember 1891 in Berlin; † 12. Mai 1970 in Stockholm). Literaturnobelpreisträgerin 1966 für ihre hervorragenden lyrischen und dramatischen Werke, die das Schicksal Israels mit ergreifender Stärke interpretieren.

## R
Rüsterstraße
Bei dem Begriff „Rüster“ handelt es sich um eine Bezeichnung für die Baumart der Ulmen. Die Straße wurde im August 1988 benannt.

## S
Stiftsmühlenweg
Weg, der am Mühlenbach (von der Haltestelle der Stadtbahnlinie 66 in Richtung Bundesstraße 56) entlangführt. Die Benennung erfolgt im April 2005 durch die Bezirksvertretung Beuel.

## T
Therese-Giehse-Weg
Verbindungsstraße zwischen dem Buschweg und dem Nelly-Sachs-Weg. Benannt im Januar 2006 nach Therese Giehse (* 6. März 1898 in München; † 3. März 1975 ebenda). Schauspielerin; sie gehörte 1925–1933 und wieder seit 1953 dem Ensemble der Münchner Kammerspiele an. 1933 gründete sie in München mit Erika und Klaus Mann das literarische Kabarett „Die Pfeffermühle“, mit dem sie noch im gleichen Jahr nach Zürich emigrierte.

## W
Werner-Körvers-Straße
Benannt im Dezember 1978 nach dem Vilicher Pfarrer Werner Körvers (* 1912; † 1971). Er wirkte 1964–1971 als katholischer Pfarrer in Vilich bzw. Vilich-Müldorf. Er hat sich um die Errichtung eines Kindergartens und eines Pfarrzentrums in Vilich-Müldorf besonders verdient gemacht.
Wilfried-Hatzfeld-Straße
Benannt im April 2003 nach dem ehemaligen Vorsitzenden des Bürgervereins Wilfried Hatzfeld († 4. Januar 2002). Er hat sich um den Bau der Mehrzweckhalle Vilich-Müldorf („Mühlenbachhalle“) verdient gemacht.
Willi-Graf-Ring
Ringförmige Erschließung des Neubaugebiets „Im Ziegelfeld“ mit Anbindung an die Straße „Am Herrengarten“ in Höhe der Stadtbahnlinie 66. Benannt durch die Bezirksvertretung Beuel im Dezember 2008 nach Willi Graf (* 2. Januar 1918 in Euskirchen-Kuchenheim; † 12. Oktober 1943 in München-Stadelheim). Willi Graf war ein führendes Mitglied der Widerstandsgruppe „Weiße Rose“ in der Zeit des Nationalsozialismus. 1942 wird Willi Graf in München-Stadelheim mit dem Fallbeil hingerichtet. Nach wie vor leben nahe Verwandte von ihm in Bonn.